# Julio César (película de 1953)
Julio César (Julius Caesar) es una película estadounidense de 1953 basada en la obra de teatro homónima escrita por William Shakespeare. 
La película fue dirigida por Joseph L. Mankiewicz y contó con Marlon Brando en el papel de Marco Antonio, James Mason en el de Bruto, John Gielgud en el de Casio y Louis Calhern en el de Julio César.

## Reparto
- Bruto: James Mason.
- Julio César: Louis Calhern.
- Marco Antonio: Marlon Brando.
- Casio: John Gielgud.
- Casca: Edmond O'Brien.
- Calpurnia: Greer Garson.
- Cicerón: Alan Napier.
- Cinna: William Cottrell.
- Una ciudadana romana: Jo Gilbert.
- Un ciudadano romano: John Doucette.
- Décimo Bruto: John Hoyt.
- Estrato: Edmund Purdom.
- Flavo:[n 1] Michael Pate.
- Lépido: Douglass Dumbrille.
- Ligario: Ian Wolfe.
- Lucilio: Rhys Williams.
- Mesala: Dayton Lummis.
- Octavio César: Douglass Watson.
- Píndaro: Michael Ansara.
- Popilio Lena: Victor Perry.
- Porcia: Deborah Kerr.
- Publio: Lumsden Hare.
- Tilio Cimbro (Lucio Tilio Cimbro): Tom Powers.
- Trebonio: Jack Raine.
- Varrón: John Lupton.

## Candidaturas y premios
- Un Oscar de la academia en la categoría de mejor dirección artística. Además, Marlon Brando fue candidato al premio al mejor actor; también hubo candidatura a los premios a la mejor fotografía en blanco y negro, a la mejor música original y a la mejor película.

- Dos BAFTA británicos: al mejor actor británico (John Gielgud) y al mejor actor extranjero (Marlon Brando).